# Suzanne-Lucienne Rabinovici

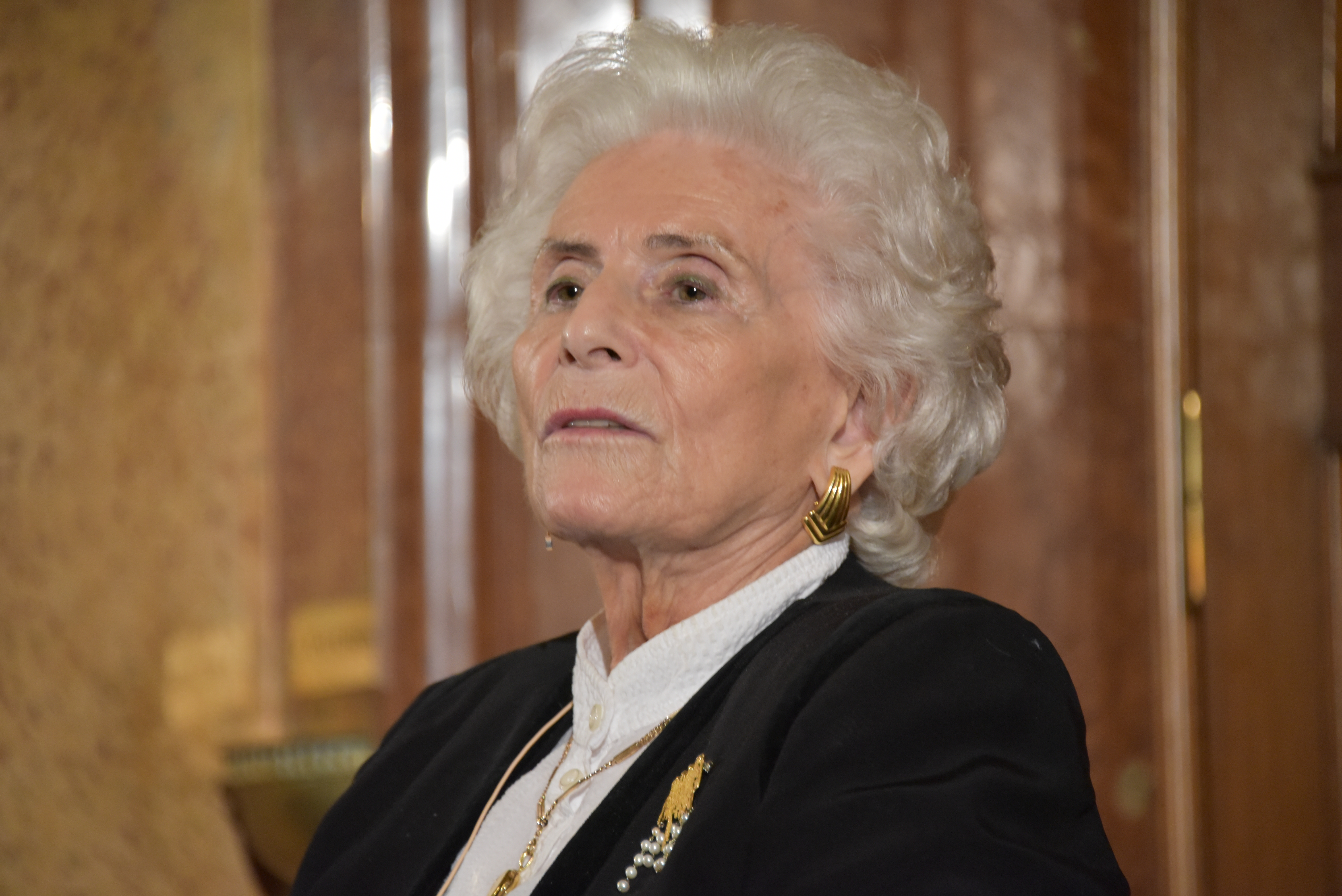
Die letzten Zeugen, Burgtheater Wien 2015

Suzanne-Lucienne Rabinovici, auch Schoschana Rabinovici (geboren am 14. November 1932 in Paris als Suzanne-Lucienne Weksler; gestorben am 2. August 2019 in Tel Aviv), war eine Überlebende der Shoah und Zeitzeugin.

## Leben
1937 übersiedelte sie mit ihren Eltern in deren Heimatstadt Wilna. Die Stadt gehörte damals zu Polen, ab 1939 zu Litauen, wurde 1940 von der Sowjetunion okkupiert und stand ab 24. Juni 1941 nach dem Einmarsch der Deutschen Wehrmacht unter deutscher Besatzung. Ihre Eltern ließen sich in Wilna scheiden und ihre Mutter heiratete danach Julek Rauch. Ihr leiblicher Vater Isaak Weksler (1904–1941) wurde einen Tag nach der Einnahme der Stadt am 25. Juni 1941 durch deutsche Truppen verhaftet und ins Lukiškės-Gefängnis gebracht. Von dort wurden am 4. Juli 1941 die ersten Gefangenen in den Wald bei Ponary geschafft, wo bis zum 20. Juli 1941 ungefähr 5000 Juden durch Erschießung ermordet wurden. Die übrige Familie wurde zuerst aus ihrer Wohnung vertrieben und musste dann am 6. September 1941 ins Wilnaer Ghetto ziehen.
Das Ghetto wurde am 23. September 1943 „liquidiert“, was die Deportation aller verbliebenen Bewohner bedeutete. Es kam zu einer Selektion: Die Arbeitsfähigen wurden nach rechts geschickt, die Nichtarbeitsfähigen, darunter überwiegend Kinder und alte Menschen, nach links. Diese kamen sogleich in Vernichtungslager.
Suzanne war mit ihren elf Jahren deutlich zu jung, um bei der Selektion eine Überlebens-Chance zu haben. Dennoch gelang es ihrer Mutter, sie und ihre Stiefschwester Dolka auf die rechte Seite zu schleusen. Alle drei wurden gemeinsam ins KZ Kaiserwald in Riga und von dort am 1. Oktober 1944 ins KZ Stutthof bei Danzig gebracht. Ihre Mutter machte sich bei der Aufnahme in Stutthof 10 Jahre jünger, Suzanne machte sie sechs Jahre älter und gab als ihre Mutter die Mutter ihrer Stiefschwester an, sie war somit offiziell nicht mehr das Kind von ihr. Da Suzanne aber immer noch körperlich zu klein und für Zwangsarbeit nicht tauglich war, musste sie sich immer wieder verstecken. Mit List gelang es ihrer Mutter, sie älter aussehen zu lassen. Trotzdem erlebte Suzanne körperliche Qualen, Entbehrung und psychischen Terror und wurde Zeugin von Misshandlung und Mord. Entkräftung und Fieber, ständiges Erbrechen und offene Wunden führten zu lebensbedrohlichen Erkrankungen. Im Februar 1945 wurden Mutter und Tochter auf einen elftägigen Todesmarsch geschickt, überlebten allerdings auch diesen, wenn auch nur knapp, und wurden Ende März 1945 in Tauentzin von der Roten Armee befreit. Zu diesem Zeitpunkt waren Mutter und Tochter bis auf das Skelett abgemagert. Suzanne lag eine Woche lang im Koma. Von über dreißig Familienangehörigen überlebte – neben den beiden – nur ihr Onkel Wolodja.
1950 wanderten Mutter und Tochter nach Israel aus. Suzanne heiratete David Rabinovici, brachte zwei Söhne zur Welt (der ältere, Jaron, geboren 1955, und Doron, geboren 1961) und arbeitete als Physiotherapeutin. 1964 übersiedelte die Familie nach Wien, 1994 erschien das Buch Dank meiner Mutter, welches sie eigentlich für ihre Söhne und deren Kinder geschrieben hatte, als Schulausgabe in Frankfurt am Main. Es hatte rasch nachhaltigen Erfolg, insbesondere in der englischen Ausgabe von Penguin. 1999 erhielt sie den Mildred L. Batchelder Award.
Ab 2013 wirkte sie in der Zeitzeugenproduktion Die letzten Zeugen des Wiener Burgtheaters mit. Die Produktion wurde von ihrem Sohn Doron Rabinovici gemeinsam mit Burgtheaterdirektor Matthias Hartmann konzipiert und gestaltet. Das Stück bezog sich auf die Novemberpogrome 1938. Diese Produktion erlangte hohe Wertschätzung seitens Publikum und Presse, wurde zum Berliner Theatertreffen und ans Staatsschauspiel Dresden, nach Hamburg und Frankfurt eingeladen.

## Werk
- Peṣāʿîm šel-lô higlîdû. Yad Vashem, Jerusalem 1991.
  - Schoschana Rabinovici: Dank meiner Mutter. Ein Bericht vom Überleben der Wenigen in Ghetto, Konzentrationslagern und auf dem Todesmarsch. Aus dem Hebräischen von Mirjam Pressler. Mit einem Titelporträt und einigen Abbildungen im Text. Alibaba, Frankfurt am Main 1994, ISBN 3-86042-170-0 / ISBN 3-86042-159-X (Schulausgabe).